# إدوارد هيدغدورن
إدوارد هيدغدورن (بالإنجليزية: Edward Hagedorn)‏ هو فنان أمريكي، ولد في 26 يناير 1902 في أوكلاند في الولايات المتحدة، وتوفي في 14 ديسمبر 1982 في بيركيلي في الولايات المتحدة.